# Volkshaus Bern

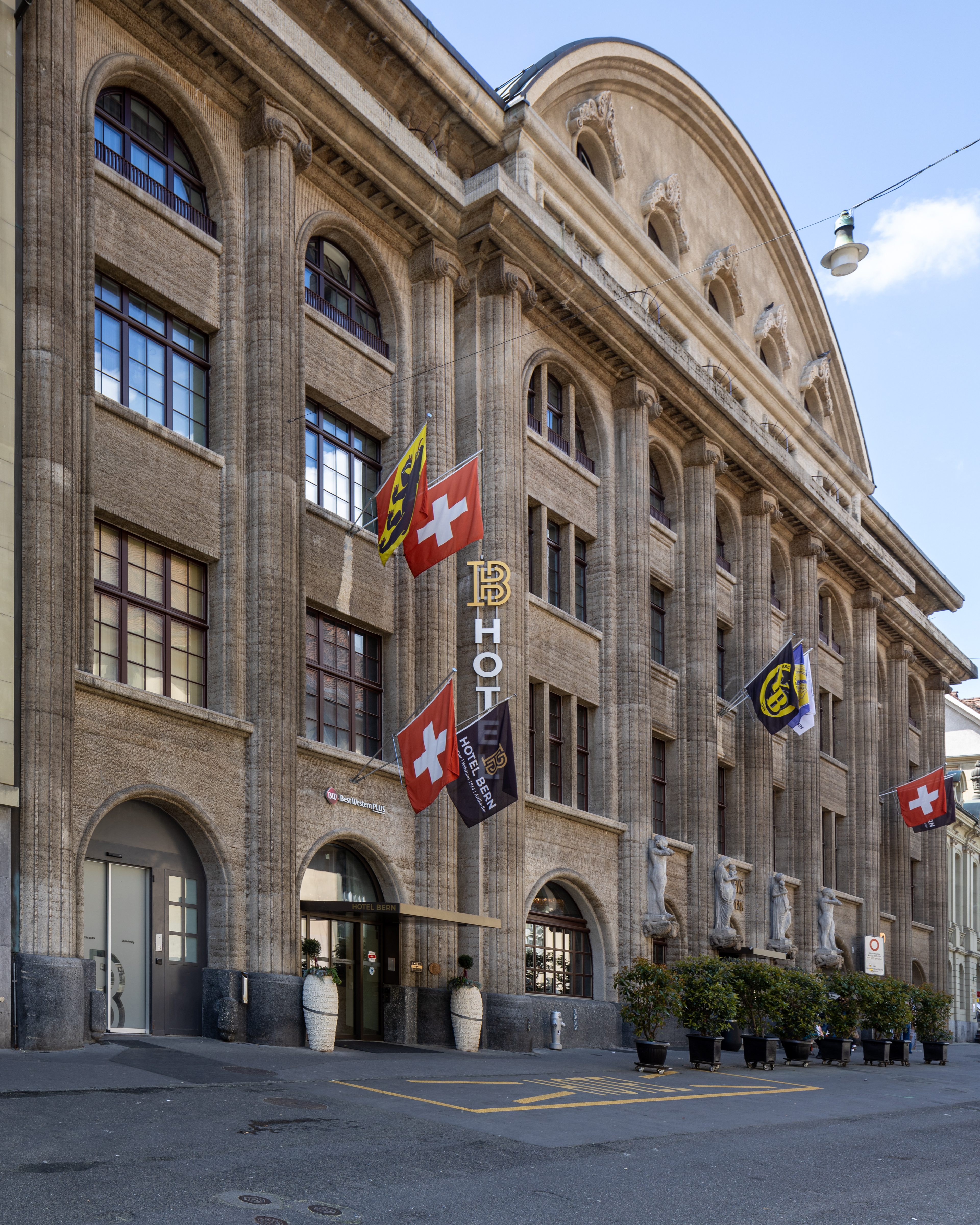
Neoklassizismusfassade Hotel Bern

Im Volkshaus an der Zeughausgasse versammelte sich seit 1893 die organisierte Arbeiterschaft der Stadt Bern. Die gleichnamige Aktiengesellschaft wurde 1905 gegründet mit dem Zweck, das Volkshaus zu betreiben. 1914 wurde der neue, nach Plänen des Architekten Otto Ingold errichtete Eisenbetonbau eröffnet. Seit der Umbenennung in Hotel Bern 1981 und der Totalerneuerung bis im März 1983 wird das Haus mit der gut erhaltenen Fassade im Stil des Neoklassizismus als Business- und Seminarhotel geführt.

## Geschichte

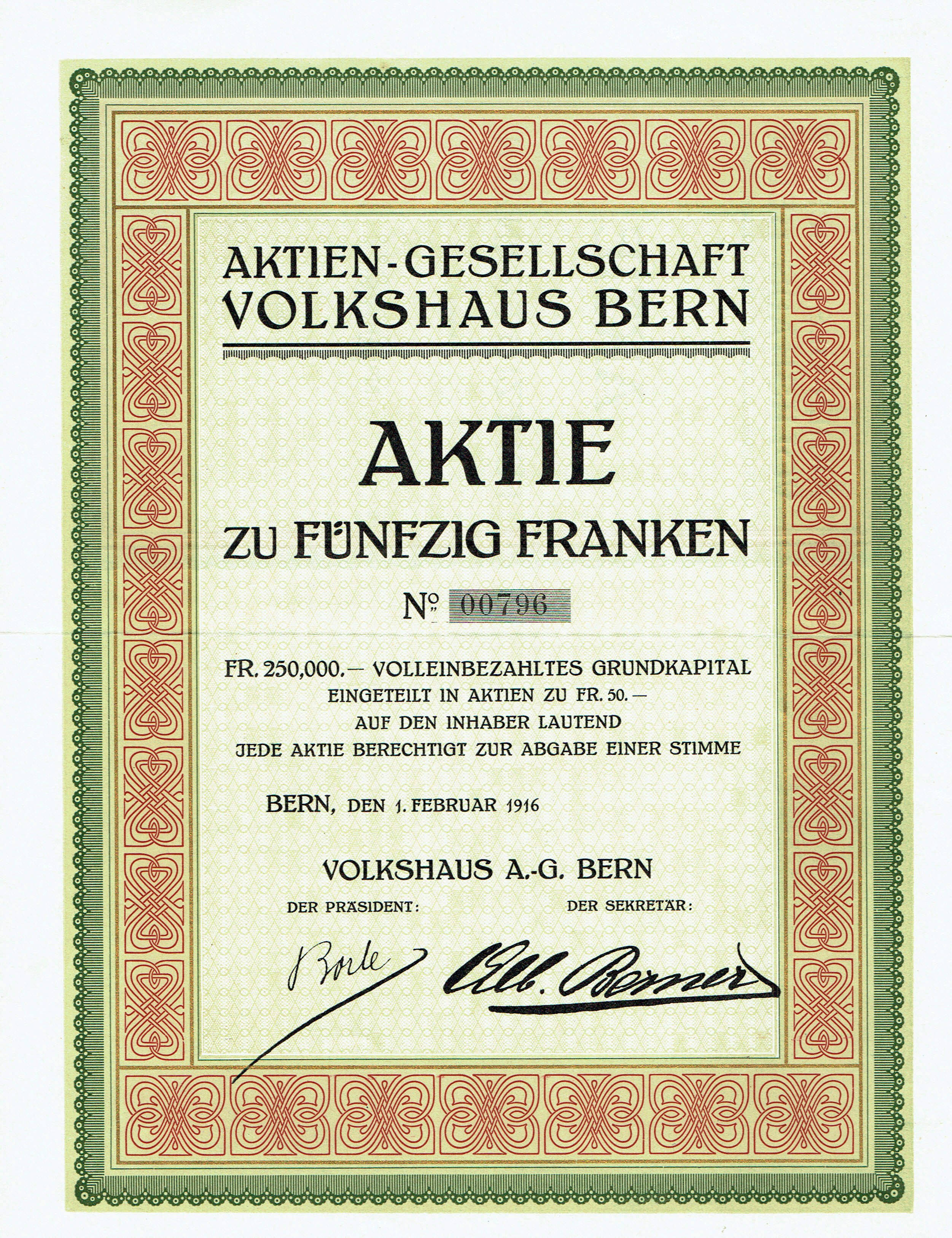
Aktie über 50 Franken der AG Volkshaus Bern vom 1. Februar 1916

Bevor 1914 in der Berner Zeughausgasse das neue Volkshaus, das heutige Hotel Bern, eröffnet wurde, befand sich an dieser Stelle bereits ein anderes Volkshaus. Es war das älteste in der Schweiz, viele Jahre lang geplant und 1893 verwirklicht.
Der stattliche Neubau an der Zeughausgasse 9, der an die Stelle des alten Volkshauses und mehrerer Nachbarliegenschaften zu stehen kam, öffnete seine Türen Ende Oktober 1914 mit einer Pressebesichtigung und dem Parteitag der SP Schweiz.
An der Generalversammlung vom 28. November 1914 der Volkshaus Bern AG erhöhten die Aktionäre das Aktienkapital und revidierten die Statuten der Gesellschaft. Dabei wurde die Firma in Volkshaus AG Bern geändert, der Zweck aber beibehalten: „Die Gesellschaft ist Eigentümerin des Volkshauses der organisierten Arbeiterschaft in Bern, und sie bezweckt den Betrieb dieses Volkshauses.“
Festlich begangen wurde das 50-Jahr-Jubiläum des Gebäudes: Am 24. Oktober 1964 fand im Volkshauskino Forum ein Festakt unter dem Präsidium von Rudolf Messer statt. Das Jahr 1970 brachte verschiedene bauliche Veränderungen, insbesondere die Neugestaltung des Parterre-Restaurants und der Küche. Unter der Leitung von Architekt Robert Künzli erfolgte der Umbau des alten Restaurants. 1973 wurden die neuen „7 Stuben“ zum Ausstellungsobjekt, als Architekt Künzli sie an der IGEHO in Basel auf Einladung der Ausstellungsleitung einer weiteren Öffentlichkeit vorstellte und Beachtung fand.
Die Volkshaus AG übernahm 1974 das benachbarte Hotel Continental für zehn Jahre in Pacht. Damit konnte die AG auch Zimmer mit Bädern und Duschen anbieten, die im Volkshaus fehlten. In einer ausserordentlichen Generalversammlung genehmigten die Aktionäre 1978 einhellig den Abbruch der Liegenschaft bis zum 1. Stock und den Neubau des Hotels nach Plänen von Hans und Gret Reinhard sowie Stephan Jaggi. Ende Januar 1980 wurde die Baueingabe beim Bauinspektorat deponiert und im Oktober wurden Hotel und Restaurationsbetrieb geschlossen und mit den Anpassungs- und Vorbereitungsarbeiten begonnen. Die vorzeitige Abbruch-, Unterfahrungs- und Umbaubewilligung lag Ende Januar 1981 vor, und am 29. April traf auch die Baubewilligung ein. Am 3. April 1981 beschloss die Generalversammlung der Volkshaus AG die Umbenennung des Gebäudes in „Hotel Bern“ und die Anhebung des Betriebes auf den 4-Sterne-Standard. Das Restaurant „7 Stuben“ samt Küche und Keller wurde am 14. Februar 1983 eröffnet, Hotel und Saaltrakt einen Monat später. Nach 433 Arbeitstagen war das Werk vollendet und das 40'000 m³ umfassende Gebäude wurde mit 99 Zimmern mit insgesamt 150 Betten in Betrieb genommen.
32 Jahre nach der Umbenennung des Volkshauses in Hotel Bern und rechtzeitig zum 100-Jahr-Jubiläum, wurde am 23. August 2013 das hoteleigene Restaurant und die Bar unter dem Namen Volkshaus 1914 wiedereröffnet. Das in bloss 53 Tagen umgebaute Interieur orientiert sich seither architektonisch an der markanten Fassade. Im Innern zieht das Wandgemälde Der Redner die Blicke auf sich. Geschaffen hat es Eduard Boss 1913/1914 für den damaligen Unionssaal. Gemäss Zeitzeugen stellt die zentrale Figur auf dem Bild den bekannten „Weberpfarrer“ Howard Eugster dar.
An der Generalversammlung vom 19. Juni 2018 teilte Werner Bernet, der abtretende Verwaltungsratspräsident der Volkshaus AG Bern mit, dass der Verwaltungsrat einen Baukredit von 32 Millionen Franken genehmigt habe für die umfassende Modernisierung des Hotels Bern. Bis Frühling 2020 wird das Gebäude innen und aussen erneuert, womit es auch barrierefrei sein wird. Sechs zusätzliche Zimmer und zwei Longstay-Appartements werden geschaffen, hinzu kommt eine Dachterrasse.
In den Hotelbetrieb integriert wird ausserdem das von der Denkmalpflege als schützenswert eingestufte Hofhaus Marktgasse 18a, das seit 2005 leer stand. Die Volkshaus AG Bern hat das Haus im Baurecht erworben und wird darin neun zusätzliche Hotelzimmer einrichten.